# Notiospathius saminae
Notiospathius saminae är en stekelart som beskrevs av Marsh 2002. Notiospathius saminae ingår i släktet Notiospathius och familjen bracksteklar. Inga underarter finns listade i Catalogue of Life.